# Verbascum simavicum
Verbascum simavicum är en flenörtsväxtart som beskrevs av Hub.-mor.. Verbascum simavicum ingår i släktet kungsljus, och familjen flenörtsväxter. Inga underarter finns listade i Catalogue of Life.